# Северный акрополь (Тикаль)

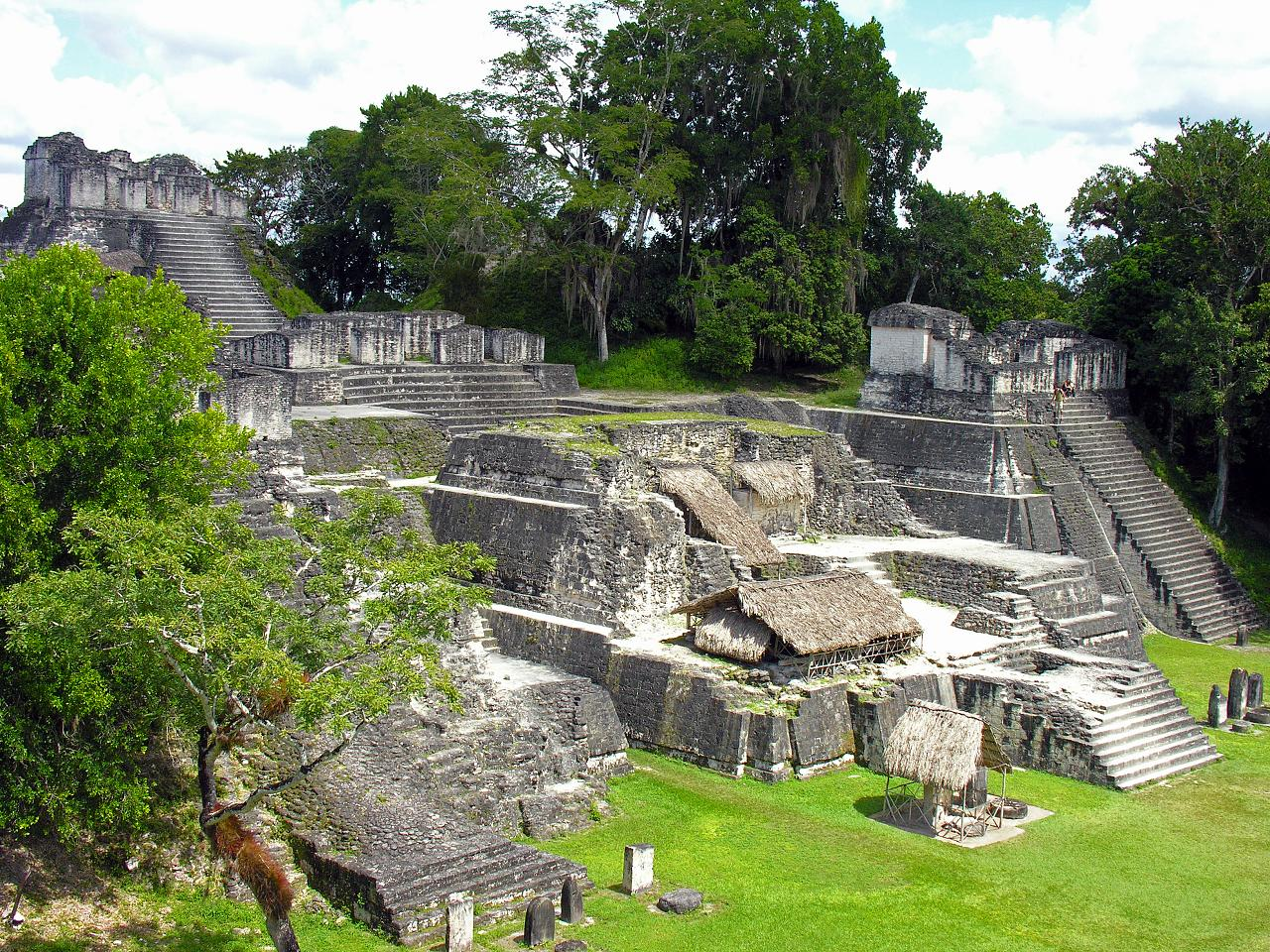
Вид на Храм 33 с Храма II

Северный акрополь — архитектурный комплекс в майяском городе Тикаль, столице Мутульского царства, в настоящее время находящийся в департаменте Эль-Петен, Гватемала. Он служил некрополем и центром погребальной деятельности города на протяжении более 1300 лет. Акрополь расположен недалеко от центра города и является одним из наиболее изученных архитектурных комплексов майя.
Первые следы человеческой деятельности на этом месте датируются примерно 800 годом до н. э., а первые сооружения были построены около 350 года до н. э. Около 250 года н. э. комплекс претерпел серьёзную реконструкцию с возведением массивной базальной платформы, на которой находилась группа храмов. После этого около 450 года был добавлен ряд из четырёх пирамид на террасе к югу от главной платформы.
Раскопки в Северном акрополе проводил Пенсильванский университет под руководством Эдвина Шука и Уильяма Коу. При раскопках были обнаружены гробницы правителей Яш-Нун-Айина I, Сиях-Чан-Кавиля II, Вак-Чан-Кавиля и Кинич-Эта, а также две гробницы были предварительно идентифицированы как захоронение основателя первой правящей династии в Тикале Яш-Эб-Шока.
В Северном акрополе было размещено большое количество каменных монументов. К IX веку н. э. в нём находились 43 стелы и 30 алтарей. 18 из них были украшены иероглифическими текстами и портретами правителей. Ряд из этих памятников свидетельствует о влиянии древнего города Теотиуакан в Тикале.

## История

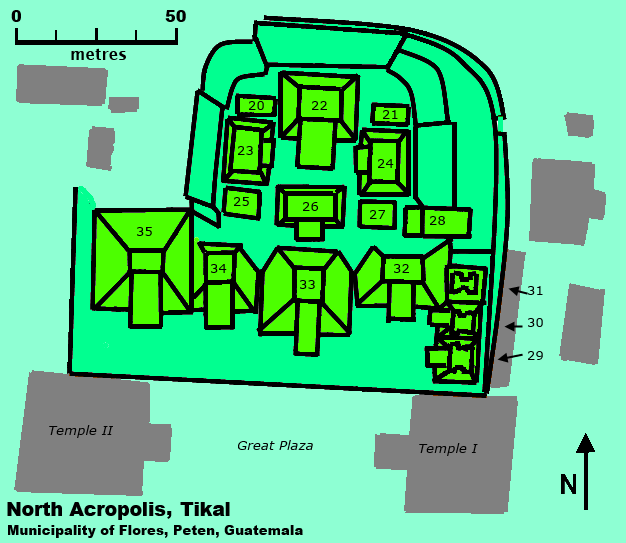
Карта Северного акрополя

Северный акрополь (бордовый) на карте центральной части Тикаля

Самые ранние следы обработки известняковой коренной породы под базальной платформой акрополя датируются примерно 800 годом до н. э. и представляют собой глубокие вырезы в скале, связанные с отходами от домашней и церемониальной деятельности. Первые постройки на территории Северного акрополя были возведены около 350 года до н. э., ближе к концу среднего доклассического периода (ок. 900—400 года до н. э.).

### Поздний доклассический период
Во время позднего доклассического периода (ок. 400 года до н. э.—250 года н. э) была построена дорога длиной 49 метров, соединяющая Северный акрополь с комплексом Мундо-Пердидо на юго-западе. Самое раннее датированное сооружение в Северном акрополе было построено во II веке до н. э. и состояла из низкой базальной платформы на севере с двумя меньшими платформами на юге, которые были предшественниками комплекса триадных пирамид. Это были не первые построенные сооружения, поскольку под ними были обнаружены остатки более ранних версий платформ, но они подверглись настолько обширным разрушениям до постройки версии II века до н. э., что никакая физическая последовательность не может быть реконструирована.
В I веке н. э. Северный акрополь значительно расширился. В это время происходит постепенное смещение акцента с крупного комплекса Мундо-Пердидо на Северный акрополь, который обозначился как новый церемониальный центр города и получил первые царские захоронения, до сих пор окончательно не идентифицированные с именами правителей.

### Классический период
В классический период (ок. 250—900 года н. э.) правящая династия Тикаля превратила комплекс в царский некрополь, где каждый последующий правитель накладывал новые храмы на более ранние постройки. Около 400 года комплекс был расширен на юг от своей первоначальной базальной платформы с добавлением ряда высоких храмов. К концу VII века правитель Хасав-Чан-Кавиль I приказал построить новую версию Храма 33, возможно, для размещения останков его отца Нун-Холь-Чака I. Около 734 года Хасав-Чан-Кавиль I был похоронен в Храме I, что положило конец традиции захоронения правителей в Северном акрополе.

### Постклассический период
Погребальная деятельность в акрополе продолжалась вплоть до постклассического периода (ок. 900—1521 года н. э.). Ближе к концу сокращения населения Тикаля в X или XI веках, скваттеры копали Северный акрополь в поисках нефрита в погребальных инвентарях элитных захоронений. Некоторые из наиболее легкодоступных захоронений были обнаружены и разграблены в это время.

### Современная история
Раскопки Северного акрополя проводились с 1957 по 1969 год Пенсильванским университетом под руководством Эдвина Шука и Уильяма Коу. Акрополь является одним из наиболее изученных архитектурных комплексов майя. При раскопках был обнаружен ряд царских гробниц, которые были идентифицированы со следующими именами правителей: Яш-Нун-Айин I (годы правления: 379—404), Сиях-Чан-Кавиль II (411—456), Вак-Чан-Кавиль (537—562) и Кинич-Эт (593—638). Два ранних захоронения в Северном акрополе были предварительно идентифицированы как захоронение основателя первой правящей династии в Тикале Яш-Эб-Шока (I век н. э.).

## Сооружения
Северный акрополь замыкает Центральную площадь с севера. Базальная платформа Северного акрополя занимает площадь 2,5 акра (8093,71 м²), размером примерно 100 на 80 метров.

### Базальная платформа

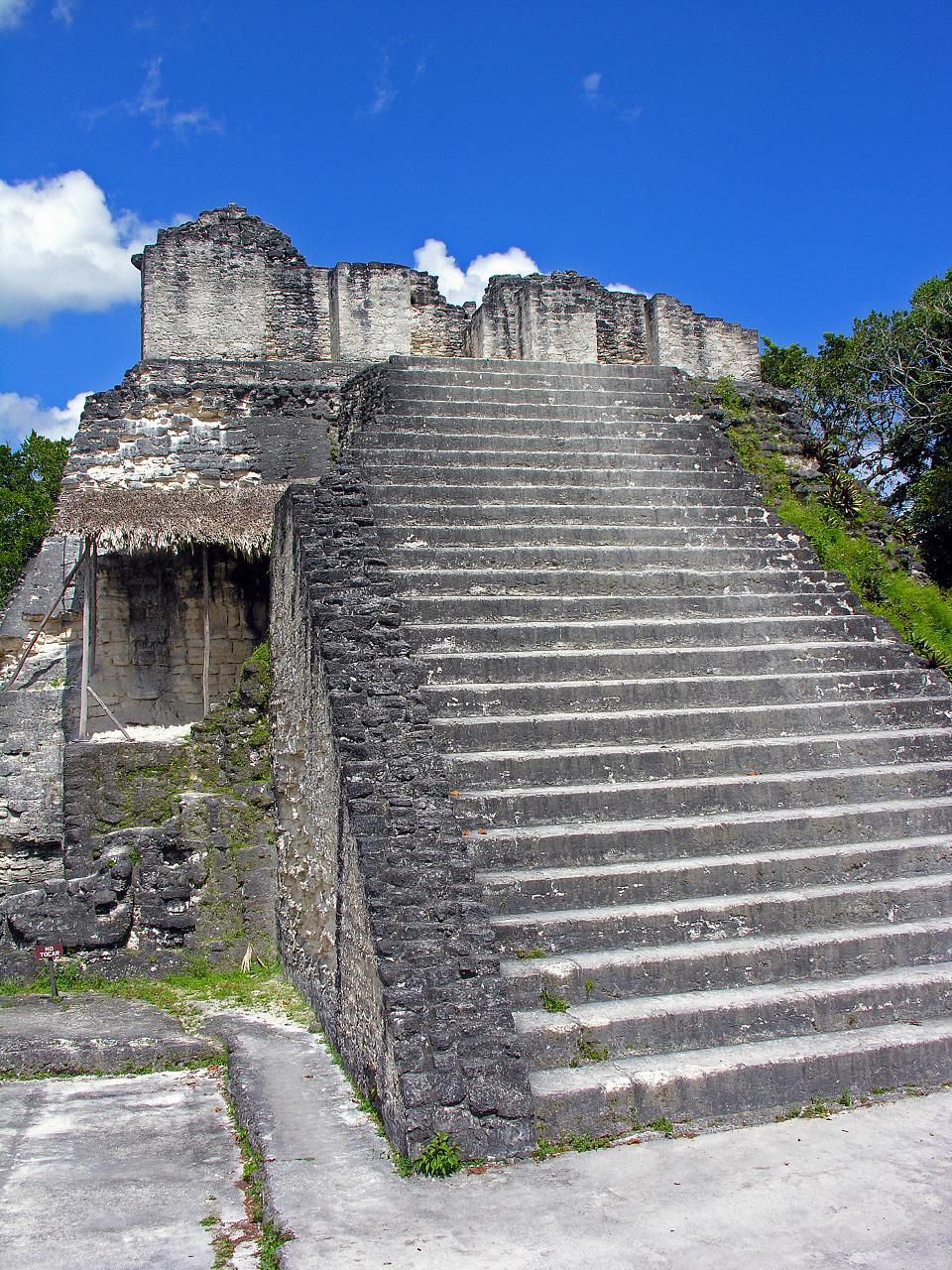
Храм 22

Большинство сооружений на базальной платформе претерпели два последовательных этапа строительства в ранний классический период (ок. 250—600 годов), за исключением Храма 22, который прошёл три этапа строительства. Все постройки на платформе относятся к раннему классическому периоду и располагались симметрично в течение трёх столетий.
- Храм 20 (Сооружение 5D-20) расположен на северо-западе базальной платформы. Храм датируется примерно 550 годом н. э.[16]
- Храм 21 (Сооружение 5D-21) расположен на северо-востоке платформы. Образует пару с Храмом 20. Датируется примерно 550 годом н. э.[16]
- Храм 22 (Сооружение 5D-22) расположен в центре северной стороны платформы[16]. Храм 22 претерпел три основных этапа строительства. Самая ранняя версия храма была построена около 250 г. н. э. Вторая версия храма была построена над предыдущей около 350 г. н. э. и была украшена масками из стукко. Окончательная версия храма датируется V веком. Храм 22 был тщательно исследован археологами. Некоторые части окончательной версии были удалены для изучения ранних версий[17]. Захоронение в Храме 22 было разграблено в постклассический период[18].
- Храм 23 (Сооружение 5D-23) был частично восстановлен и датируется серединой III века н. э. Он расположен в центре западной стороны платформы[17].
- Храм 24 (Сооружение 5D-24) датируется примерно 250 годом н. э. Расположен на востоке платформы. Образует пару с Храмом 23. Храм 24 не был исследован археологами[17].
- Храм 25 (Сооружение 5D-25) расположен на юго-западе платформы. Первая версия храма была построена около 250 года н. э. Вторая версия перекрыла предыдущую[16].
- Храм 26 (Сооружение 5D-26) расположен в центре южной стороны платформы с видом на террасу, является центральным строением Северного акрополя. Храм 26 полностью раскопан и отреставрирован. Его самая ранняя версия датируется примерно 250 годом н. э.[17] Захоронение в храме было разграблено в постклассический период[18]. Северная часть храма стоит над Захоронением 85, датируемое примерно 100 годом н. э., которое было предварительно идентифицировано как захоронение основателя первой правящей династии в Тикале Яш-Эб-Шока[19].
- Храм 27 (Сооружение 5D-27) расположен на юго-востоке платформы. Образует пару с Храмом 25. Археологи предполагают, что храм претерпел те же две фазы строительства, что и Храм 25. Храм 27 был построен около 250 года н. э.[16]
- Строение 28 (Сооружение 5D-28), вероятно, являлось караульней, контролирующая восток террасы. Сверху на востоке (относительно платформы) расположена входная лестница. Своей шириной строение блокирует доступ в Северный акрополь с входной лестницы из Центральной площади. Для того чтобы попасть в акрополь посетителям приходилось проходить через комнату, где их было легче контролировать[20]. Строение датируется VI веком н. э.[21]

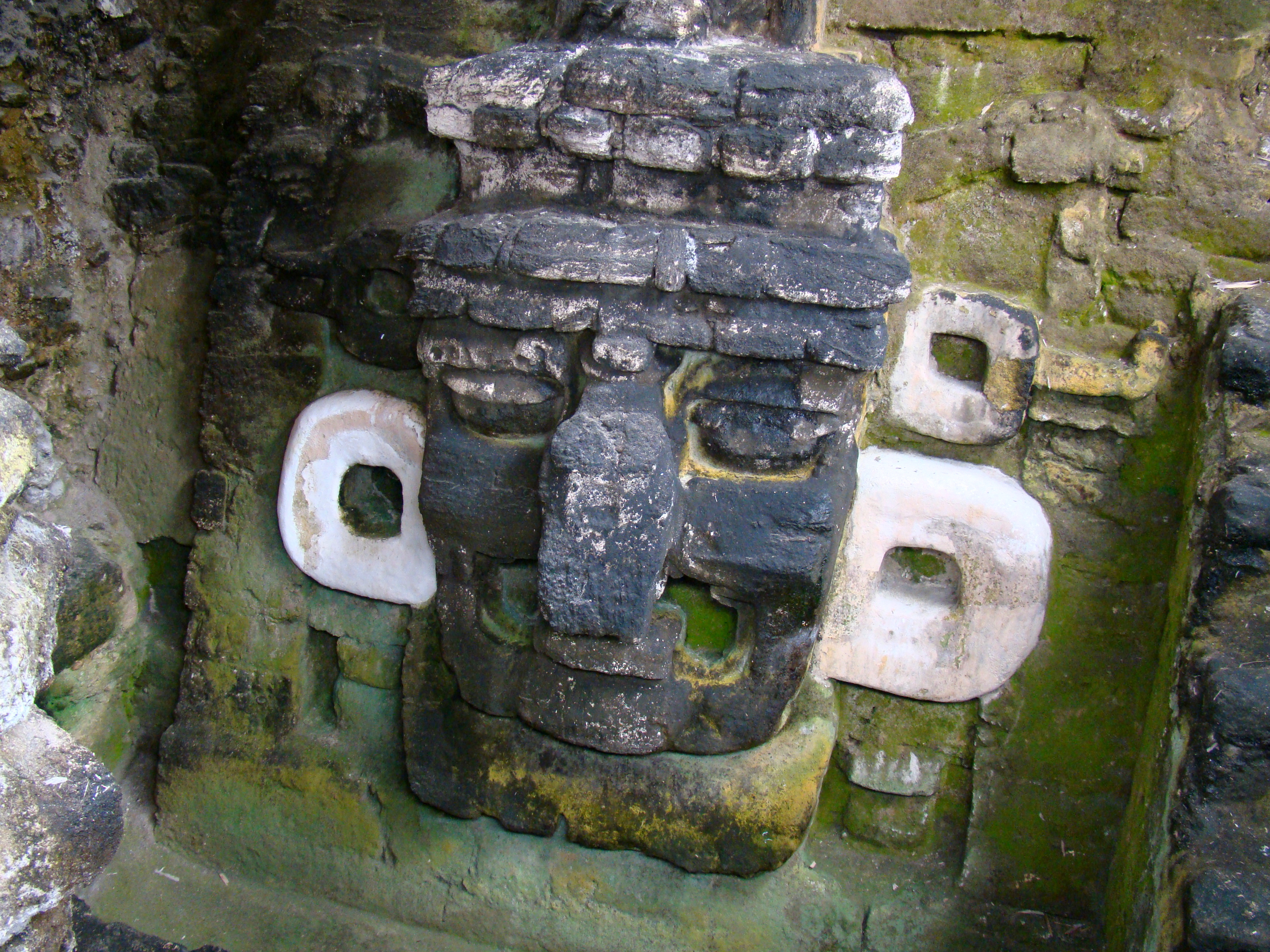
Маска из ранней версии Храма 33, украшающее его основание к западу от лестницы

### Терраса
Храмы 29, 30 и 31, датированные ранним классическим периодом, расположены на общей платформе на востоке террасы. Вполне вероятно, что платформа была создана специально для этих храмов, построенных почти в одно время. Ни платформа, ни храмы не исследованы. Возможно, изначально была построена ранняя версия центрального Храма 30, затем поверх неё была построена платформа, на которой была создана новая версия Храма 30 и два дополнительных храма по бокам.
- Храм 29 (Сооружение 5D-29) расположен на востоке террасы. В 1996 году у основания храма была раскопана Стела 40[22]. Храм расположен на общей платформе вместе с храмами 30 и 31. Храм 29 не исследован. Своды выступа и крыша храма разрушены, вследствие чего 3 комнаты заполнены щебнем. Из всех трёх храмов поблизости Храм 29 единственный, на котором видны следы красной краски[25]. Он датирован ранним классическим периодом[23].
- Храм 30 (Сооружение 5D-30) расположен на востоке террасы. Он расположен на общей платформе вместе с храмами 29 и 31. Своды и крыша храма разрушены, вследствие чего 3 комнаты заполнены щебнем[25]. Храм датирован ранним классическим периодом[23].
- Храм 31 (Сооружение 5D-31) расположен на востоке террасы. Он расположен на общей платформе вместе с храмами 29 и 30. Своды и крыша храма разрушены, вследствие чего 3 комнаты заполнены щебнем[25]. Он датирован ранним классическим периодом[23].

- Храм 32 (Сооружение 5D-32) расположен к востоку от Храма 33. Храм 32 был частично исследован в середине 1960-х годов и датируется первой половиной VII века н. э.[26] Храмовая святыня состоит из трёх комнат, которые были разграблены вскоре после того, как Тикаль был заброшен в X веке[27]. Археологи обнаружили Захоронение 195, вырубленное в скале под храмом, в котором был похоронен Кинич-Эт. Храм был построен вскоре после погребения правителя в захоронении[28].Вид на Храм 33 из Храма II

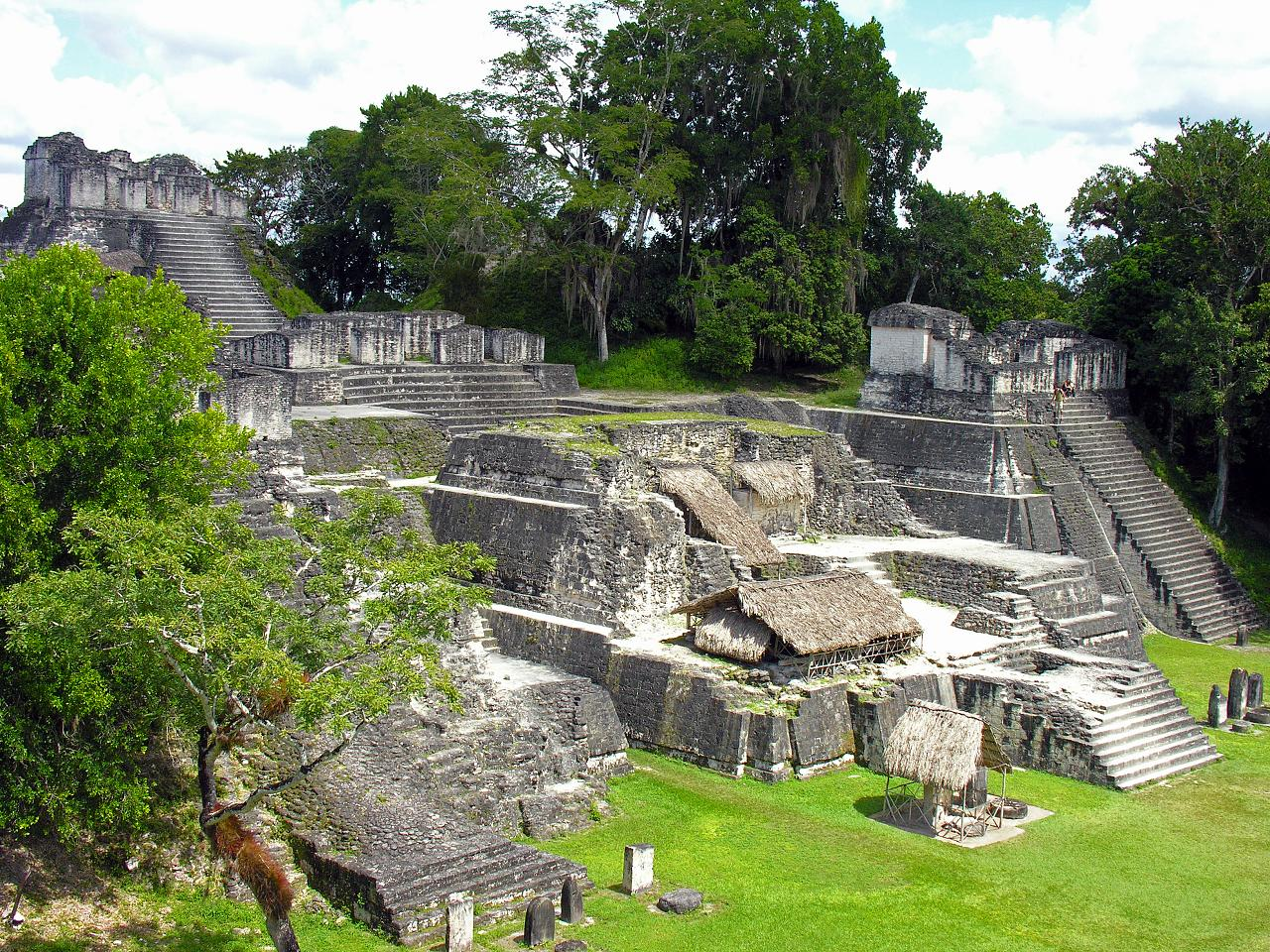
Вид на Храм 33 из Храма II

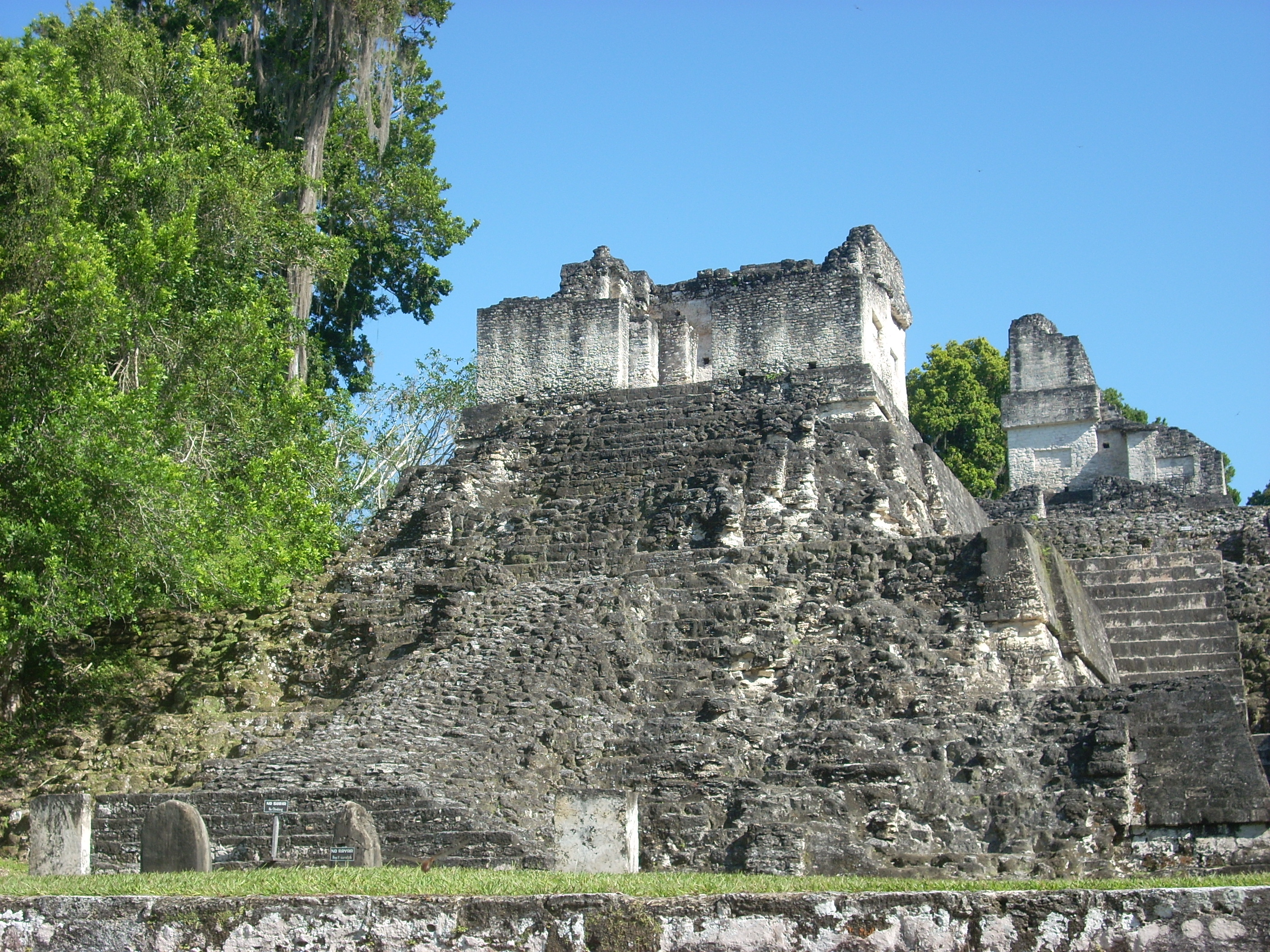
Храм 34

- Храм 33 (Сооружение 5D-33) расположен в первом ряду сооружений перед Центральной площадью, между храмами 32 и 34[18][2]. Высота храма составляет 33 метра[29]. Он является одним из самых изученных храмов майя[30]. Он прошёл 3 этапа строительства, прозванных археологами 33-1 (окончательная версия), 33-2 (промежуточная версия) и 33-3 (исходное святилище)[31]. Первый этап строительства храма включал в себя Захоронение 48, в котором был похоронен царь Сиях-Чан-Кавиль II (годы правления: 411—456), и святилище, сооружённые в 457 году[32]. Второй этап начался после небольшого перерыва и включал в себя новые надстройки на основной платформе с добавлением новых масок из стукко и обшивки панелями. Стены святилища были покрыты граффити, включавшие изображения людей и иероглифов[33]. Последний этап строительства произошёл во время «Перерыва в Тикале», периода серьёзного кризиса в городе, длившегося с 562 по 692 года[34][35]. Он был связан с победой Канульского царства (столица: Калакмуль) и Храм 34Караколя над Тикалем[36]. Во время этого периода произошёл перерыв в написании надписей и крупномасштабном строительстве в городе[34]. Последняя версия Храма 33 послужила прототипом для Храма I[37].
- Храм 34 (Сооружение 5D-34) был первым храмом, построенным вдоль передней террасы Северного акрополя[38]. Он датирован ранним классическим периодом[15]. Храм был построен Сиях-Чан-Кавилем II над гробницей его отца Яш-Нун-Айина I[39]. В 1959 году археологи прорыли траншею через Храм 34 и обнаружили захоронение Яш-Нун-Айина I, вырубленное в скале под ним, над которым были построены две предыдущие версии храма[15]. Стела 26 изначально стояла у подножия храма, но была сломана, вероятно, в начале позднего классического периода (600—900 года н. э.), затем её подняли по ступеням наверх и поместили под каменный алтарь в святилище[18].
- Храм 35 (Сооружение 5D-35) расположен на юго-западе террасы[26]. Он не был исследован археологами и считается одним из двух вероятных мест нахождения захоронения царя VII века Нун-Холь-Чака I[40].

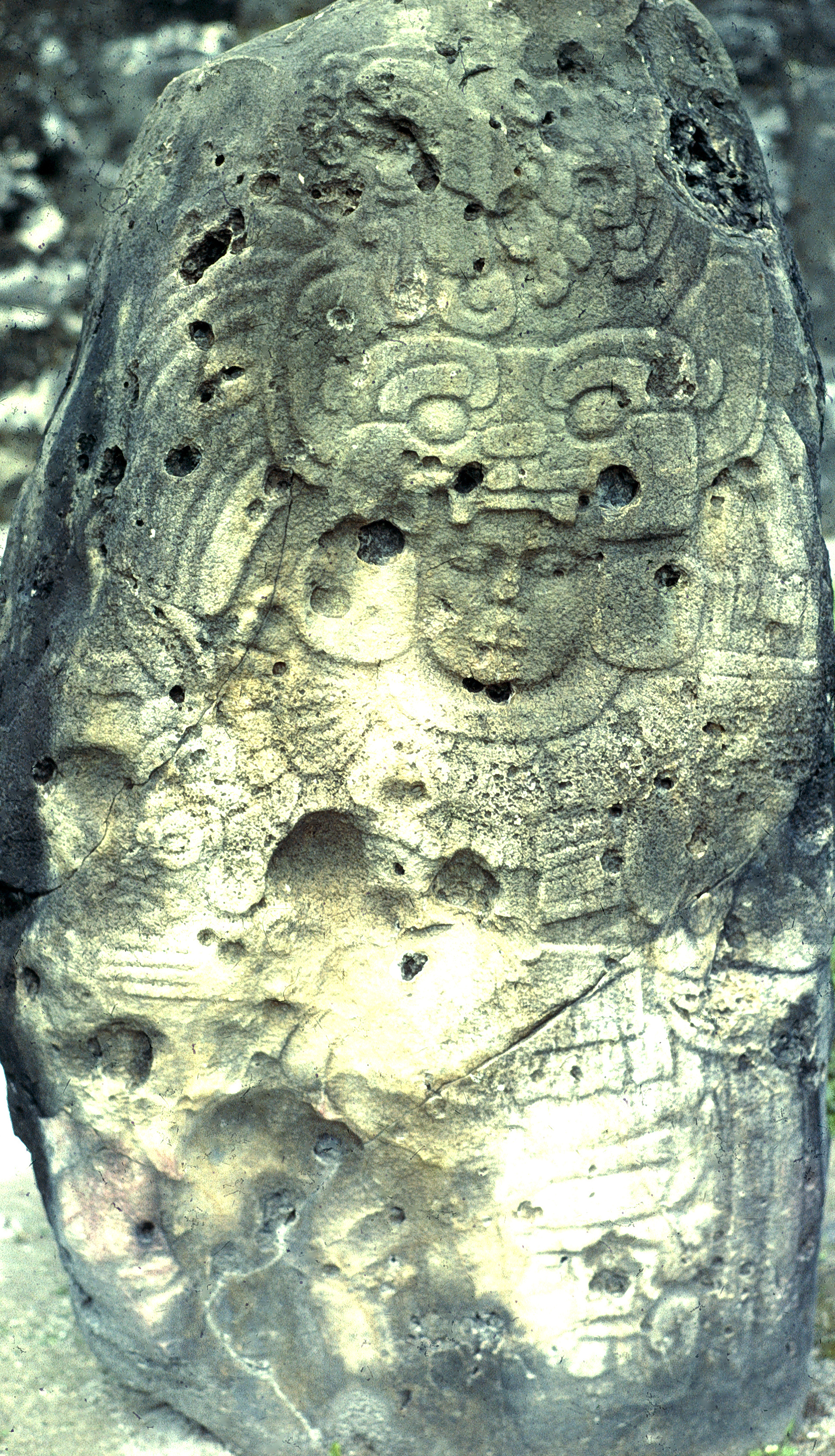
Стела 4 изображающая Яш-Нун-Айина I

## Монументы

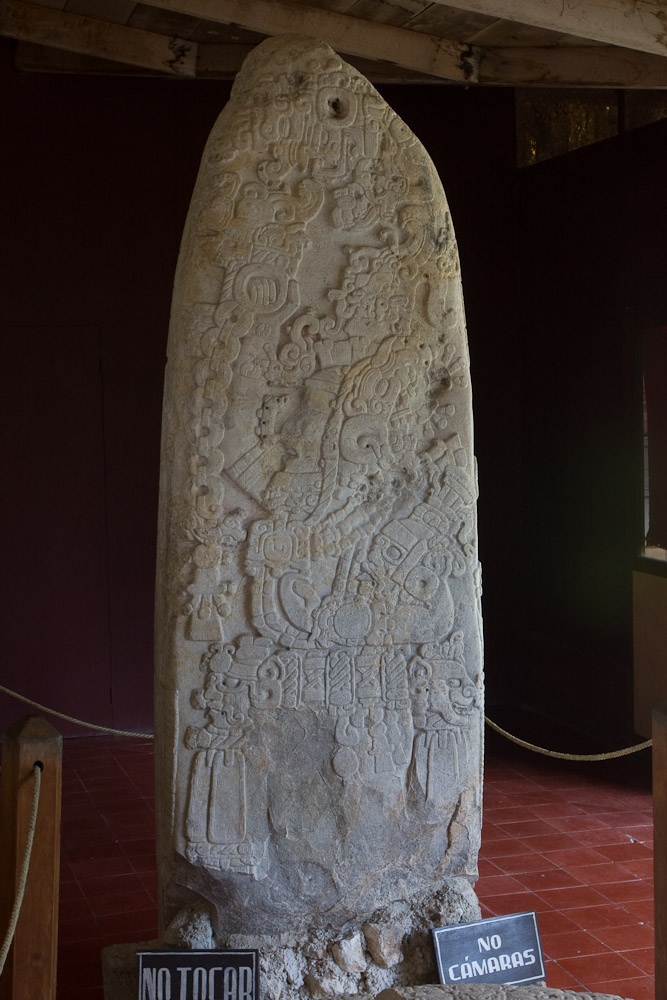
Стела 31

В Северном акрополе было размещено большое количество каменных монументов. К IX веку н. э. в нём находились 43 стелы и 30 алтарей. 18 из них были украшены иероглифическими текстами и портретами правителей.
- Стела 4 была воздвигнута Яш-Нун-Айином I в честь окончания катуна (единица в Длинном счёте, длящаяся 19 лет и 265 дней) в 396 году н. э. Это одна из двух его стел (наряду со Стелой 18), которая была повторно воздвигнута у основания Храма 34, где и был захоронен правитель[42]. Стела сочетает майяские и теотиуаканские культуры. На стеле изображён Яш-Нун-Айин I, рядом с которым стоят бог-ягуар подземного мира и бог дождя и грома Тлалок. На стеле правитель расположен анфас, а не в профиль, что нетипично для скульптуры майя, но типично для стиля Теотиуакана[43].
- Стела 18 одна из двух стел (наряду со Стелой 4), воздвигнутых Яш-Нун-Айином I в честь окончания катуна в 396 году н. э. Стела 18 была повторно возведена у основания Храма 34, где и был захоронен правитель[42].
- Стела 26 была обнаружена в святилище на вершине Храма 34, под сломанным каменным алтарём. Изначально стела была воздвигнута у основания храма в раннем классическом периоде, но потом была сломана, вероятно, в начале позднего классического периода. Затем её подняли по ступеням храма наверх и поместили под каменный алтарь в святилище, где она и была обнаружена[18].
- Стела 31 расположена над захоронением Сиях-Чан-Кавиля II в Храме 33[33][44]. От первоначальной стелы осталось одна треть[44]. Она была воздвигнута в 445 году. На ней изображён Сиях-Чан-Кавиль II и трижды его отец Яш-Нун-Айин I, два раза по бокам он изображён как воин Теотиуакана. На задней стороне стелы находится иероглифический текст, узаконивающий царствование недавней династии Сиях-Чан-Кавиля II в Тикале, пришедшей из Теотиуакана[45].
- Стела 40 расположена у основания Храма 29. Она датирована 468 годом н. э., на ней изображён правитель Кан-Ак (годы правления: 458—485), держащий головной убор в стиле Теотиуакана. По бокам стелы изображены родители правителя, Сиях-Чан-Кавиль II и Леди Айин. Текст на задней части стелы описывает рождение Кан-Ака в 415, его повышение до младшего ранга в 434 и его инаугурацию в 458, а также краткое описание правления его отца[46].
- Алтарь 19 расположен на вершине Храма 33 перед святилищем. Алтарь был сильно повреждён и разбит на несколько частей, а его большая часть, изображающей сидящего человека, отколота. Алтарь изготовлен из известняка и датирован 445 годом н. э.[47]

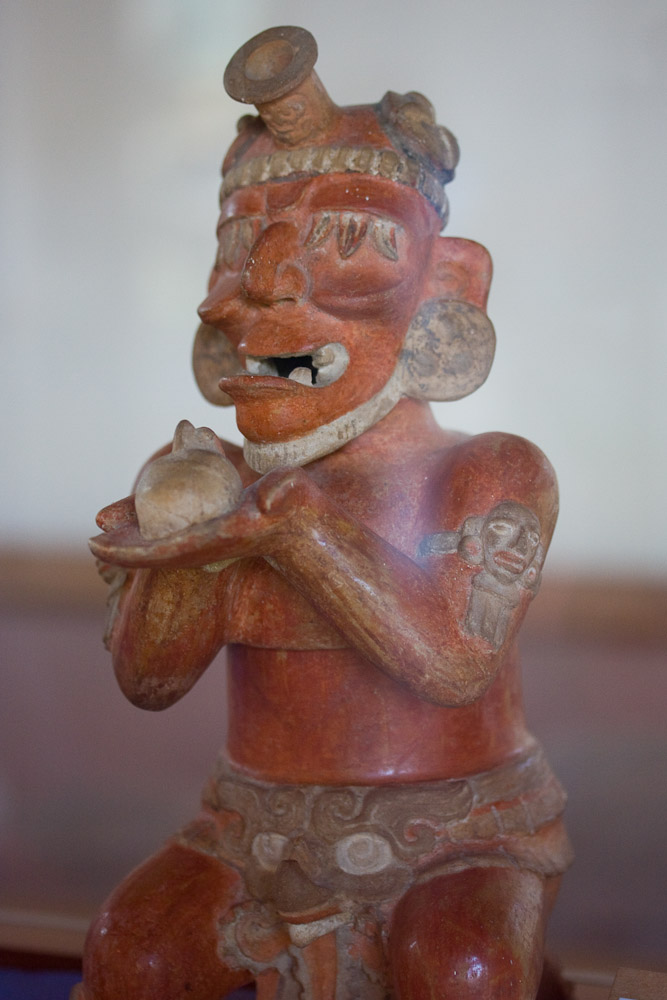
Керамическое кадило, изображающее божество, в Захоронении 10

## Захоронения
- Захоронение 10 представляет собой большую комнату, вырубленную под Храмом 34. В захоронении похоронен Яш-Нун-Айин I. Останки правителя находились на деревянных носилках, череп был покрашен в красный цвет[48]. Также в захоронении находилось 9 человек, принесённых в жертву, и обезглавленный кайман. Захоронение содержало большое количество погребального инвентаря, в том числе множество керамических сосудов, многие из которых были украшены изображениями, связанными с Теотиуаканом. Также в захоронении были обнаружены музыкальный инструмент, состоящий из пяти черепашьих панцирей, похожий на маримбу, и небольшое нефритовое украшение в виде головы каймана с загнутой мордой[38]. Возможно, кайман был духовным компаньоном Яш-Нун-Айина I, так как часть его имени ayiin означает «крокодил»[49].

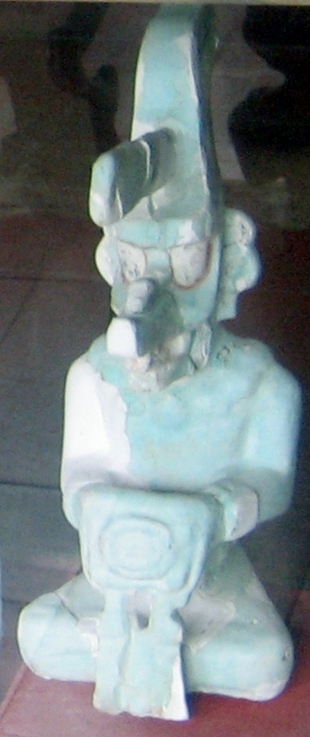
Лепная фигурка бога из Захоронения 195

- Захоронение 23 расположено под Храмом 33, к югу от захоронения Сиях-Чан-Кавиля II[50]. Захоронение 23 было сооружено путём разрушение второй версии входной лестницы в Храм 33. Человек, похороненный в нём, не был идентифицирован, но оно является одним из двух предполагаемых мест захоронения Нун-Холь-Чака I[51]. Вероятно, не идентифицированного правителя похоронили поспешно, так как штукатурка со стен попала на некоторые предметы из погребального инвентаря, а один из Лепная фигурка бога Кавиля[англ.] из Захоронения 195рабочих случайно оставил кремневую кирку[52]. Останки были положены на носилки, покрашенные киноварью и покрытые шкурой ягуара. Сами останки были покрыты несколькими слоями морских раковин[53].
- Захоронение 24 расположено в щебне окончательной версии Храма 33[33]. В захоронении была расписная керамическая посуда с именами отца и деда Нун-Холь-Чака I, которые являлись его предшественниками как правители Тикаля[54].
- Захоронение 48 расположено под Храмом 33[55][56]. Оно было идентифицировано как захоронение Сиях-Чан-Кавиля II[33]. Останки царя находились между ребёнком и подростком, принесённых в жертву[57][58][56]. Лепленные иероглифы на стенах указывают на то, что захоронение было запечатано в марте 457 года, спустя год после смерти правителя[59][56]. Он был похоронен в сидячем положении, а в его останках отсутствовали череп, руки и бедра[59][60][61]. Погребальный инвентарь включал 27 керамических сосудов[58], артефакты из камня и ракушек, в том числе использованные каменные зернотёрка и тёрочник[62][63], большое количество артефактов из нефрита, в том числе нефритовые диски и сотни бусин, которые когда-то образовывали полукруглый воротник, две пары ушных раковин, небольшие группы из большого количества бусин и два лезвия из обсидиана[64].
- Захоронение 85 расположено под Храмом 26[65][66][19]. Оно датируется I веком н. э.[8], а также было предварительно идентифицировано как захоронение основателя первой правящей династии в Тикале Яш-Эб-Шока[19][8]. У мужского скелета в захоронении отсутствуют череп и бедренные кости[65][66][19]. Вероятно, он погиб в бою. В захоронении его кости были тщательно завёрнуты в ткань, образовав вертикальный пучок[67]. Отсутствующая голова была заменена небольшой маской из зелёного камня[англ.] с инкрустированными ракушкой зубами и глазами[65][68]. Погребальный инвентарь включал позвоночник ската, раковину моллюска из семейства Спондилюсы и двадцать шесть керамических сосудов[68].
- Захоронение 125 также как и Захоронение 85 было предварительно идентифицировано как захоронение Яш-Эб-Шока[9]. Оно датируется около 90 года н. э. В 6 метрах к востоку от него расположен тайник, который может содержать погребальный инвентарь захоронения, так как в самом захоронении не было обнаружено никаких артефактов[9]. В тайнике были обнаружены керамика и артефакты из нефрита, ракушек и костей[69].
- Захоронение 195 расположено под Храмом 32 и представляет собой сводчатую комнату[28]. В захоронении был похоронен правитель Кинич-Эт. Его останки были завёрнуты в ткань, покрашенную в красный цвет. Захоронение было затоплено вскоре после того, как было запечатано, оставив толстый слой грязи, который высыхал, сохраняя полые формы артефактов погребального инвентаря ещё долго после того, как деревянные артефакты сгнили. Археологи заполнили эти полости гипсом и, таким образом, смогли реконструировать многие скоропортящиеся предметы из захоронения, в том числе четыре больших резных панно с изображением правителя, небольшой трон, украшенный иероглифами, кокетка для игры в мяч и четыре лепные фигурки бога Кавиля[англ.][70].
- Захоронение 200 расположено внутри Храма 22. Состоит из камня. В нём был похоронен правитель VI века Вак-Чан-Кавиль[50].